# Z biciem dzwonów
Z biciem dzwonów (oryg. ros. Под Благовест) – obraz olejny Michaiła Niestierowa z 1895 (lub 1897).

## Okoliczności powstania obrazu
W twórczości Michaiła Niestierowa w pierwszym okresie jego działalności artystycznej (do rewolucji październikowej), według słów samego malarza, dominowała tematyka religijna, związana z obecnością prawosławia w kulturze rosyjskiej. Niestierow wspominał, iż pragnął uniknąć ukazywania na obrazach gwałtownych namiętności, preferując przedstawianie spokoju, harmonii pejzażu rosyjskiego i życia duchowego człowieka. Wielokrotnie ukazywał na swoich obrazach mnichów i mniszki, w tym świętych Sergiusza z Radoneża i Pafnucego Borowskiego. Malował również sceny z życia codziennego monasterów (Wielkie postrzyżyny, Wieczorny dzwon, Pustelnik).
Obraz Z biciem dzwonów powstał po podróży Niestierowa odbytej latem 1895, w czasie której odwiedził miasta tworzące Złoty Pierścień Rosji i zachwycił się architekturą staroruską. Początkowo artysta miał zamiar ukazać w swojej kompozycji dwóch mnichów o przeciwstawnych charakterach – pogrążonego w modlitwie starca o bogatym życiu duchowym i młodego zakonnika marzącego o karierze w hierarchii duchownej. Ostatecznie Niestierow porzucił ten plan i zdecydował się namalować obraz o zupełnie innym charakterze – ukazujący harmonię życia natury i mnichów.

## Opis
Dzieło ukazuje dwóch mnichów idących drogą. Pierwszy z nich, idący przodem, ubrany w płócienną skufię, jest młodym człowiekiem o szczupłej sylwetce i długich jasnych włosach. W lewej dłoni trzyma książkę do nabożeństwa, w którą uważnie się wpatruje. Idący za nim zakonnik jest starszy, z krótką siwą brodą, z laską w lewej dłoni i w kłobuku na głowie. Jest niższy od drugiego z mnichów, wyraźnie zgarbiony, w prawej dłoni trzyma egzemplarz Pisma Świętego, który czyta z uwagą. Na dalszym planie widoczne jest niewielkie jezioro, rząd młodych drzewek rosnących wzdłuż drogi, w tle zaś las iglasty i niewielka cerkiew w tradycyjnym, staroruskim stylu. Krajobraz i architektura świątyni nawiązują do pejzaży oglądanych przez Niestierowa w czasie jego podróży. Wiosenny krajobraz ukazany na obrazie jest pełen spokoju, upoetyzowany; idylliczny obraz natury harmonizuje z pogrążonymi w modlitwie lub rozważaniach duchowych postaciami mnichów.
Charakterystyczny dla twórczości Niestierowa jest motyw dwóch postaci o różnej postawie i charakterze, działających jednak w imię podobnych idei, podobnie postrzegających świat. Motyw ten, reprezentowany w obrazie przez mnichów, powraca m.in. w kompozycji zatytułowanej Filozofowie.
Obraz Niestierowa zachwycił m.in. Isaaka Lewitana.